# 로자 샤니나
로자 게오르기예브나 샤니나(러시아어: Ро́за Гео́ргиевна Ша́нина [ˈrozə ɡʲɪˈorɡʲɪɪvnəˈʂanʲɪnə][*]: 1924년 4월 3일 – 1945년 1월 28일)는 소련의 군인이다. 제2차 세계 대전 당시 저격수로 59건의 공인된 적병 사살수를 기록했다. 1941년 오라비가 죽은 뒤 자원 입대하여 최전선 사격수로 지원했다.
영광훈장을 받았는데 이는 소련군 여성 저격수 중 최초이자 제3벨라루스 전선군 여성 장병들 중 최초였다. 샤니나는 동프로이센 공세 당시 작전 중 사망했다.

## 같이 보기
- 류드밀라 파블리첸코
- 알리야 몰다굴로바